# 2010 au pays de Galles
Chronologie du pays de Galles
- 2006
- 2007
- 2008
- 2009
- 2010
- 2011
- 2012
- 2013
- 2014

## Événements généraux

### Janvier
- 6 janvier – Conditions météorologiques très mauvaises : fortes chutes de neige[1].
- 12 janvier : Fortes chutes de neige dans l'Ouest et le Sud du pays[2].

### Février
- 12 février – Le secrétaire gallois Peter Hain annonce que l'autoroute M4 doit devenir une « autoroute de l'oxygène », indiquant vouloir développer les déplacements en véhicules électriques et les carburants écologiques[3].

### Mars
- 16 mars – Fermeture de la carrière d'Oakeley à Blaenau Ffestiniog[4].
- 17 mars : Le gouvernement annonce un taux de chômage à 9,2 %, soit l'un des plus élevés du Royaume-Uni[5].

### Avril
- 16 avril – Un accident de la circulation provoque la mort de 4 hommes à Porthcawl[6].

### Mai
- 6 mai – Aux élections législatives, le Parti conservateur remporte 8 sièges, le Parti travailliste, 26, le Plaid Cymru, 3 et les Démocrates libéraux, 3.

### Juin

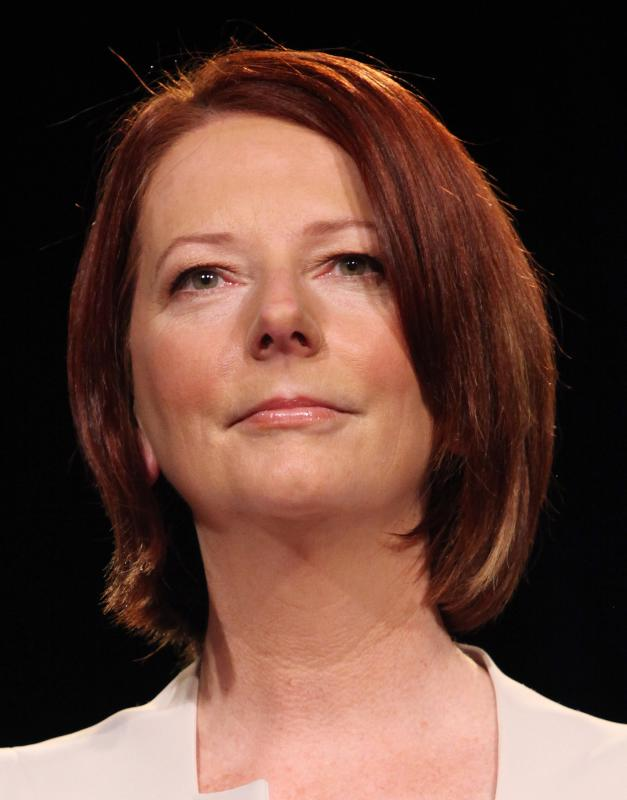
Julia Gillard, née à Barry, devient Premier ministre d'Australie.

- 24 juin – Julia Gillard, née à Barry, devient Premier ministre d'Australie[7].
- 28 juin – L'archevêque de Cantorbéry, Rowan Williams, inaugure à Six Bells Colliery un mémorial à la mémoire des victimes de la catastrophe de Six Bells Colliery[8].

### Août
- 5 août – Annulation, pour la deuxième année consécutive, du festival de Faenol, près de Bangor[9].

### Septembre
- L'université du pays de Galles Trinity Saint David ouvre ses portes.
- 13 septembre – Des archéologues annoncent la découverte d'une armure romaine à Caerleon[10].

### Octobre
- 21 octobre – Annonce d'une baisse significative de la criminalité au pays de Galles. En juin 2010, le nombre de crimes enregistrés par la police a diminué de 9 % en une année pour s'établir à 215 076. La plus forte baisse est enregistrée en Galles du Sud (13 %)[11].

### Novembre
- 16 novembre – Confirmation par la palais de Buckingham du mariage en 2011 du prince William de Galles et de Catherine Middleton[12].

### Décembre
- 20 décembre – Fermeture de l'aéroport de Cardiff en raison de fortes chutes de neige[13].

## Musique
Sortie d'albums de musique de groupes gallois lors de l'année 2010
- Attack! Attack!, The Latest Fashion (Hassle Records) ;
- Bullet for My Valentine, Fever (Sony) ;
- Colours Of One, Bad News Makes Big Noise (Rogues Gallery Records) ;
- Kids In Glass Houses, Dirt (Roadrunner) ;
- Lostprophets, The Betrayed (Visible Noise) ;
- Manic Street Preachers, Postcards From A Young Man (Columbia) ;
- Straight Lines, Persistence In This Game (Xtra Mile Recordings) ;
- The Automatic, Tear The Signs Down (Armoured Records) ;
- The Last Republic, Parade (Monnowtone Records) ;
- The Storys, Luck (Angel Air).

## Décès

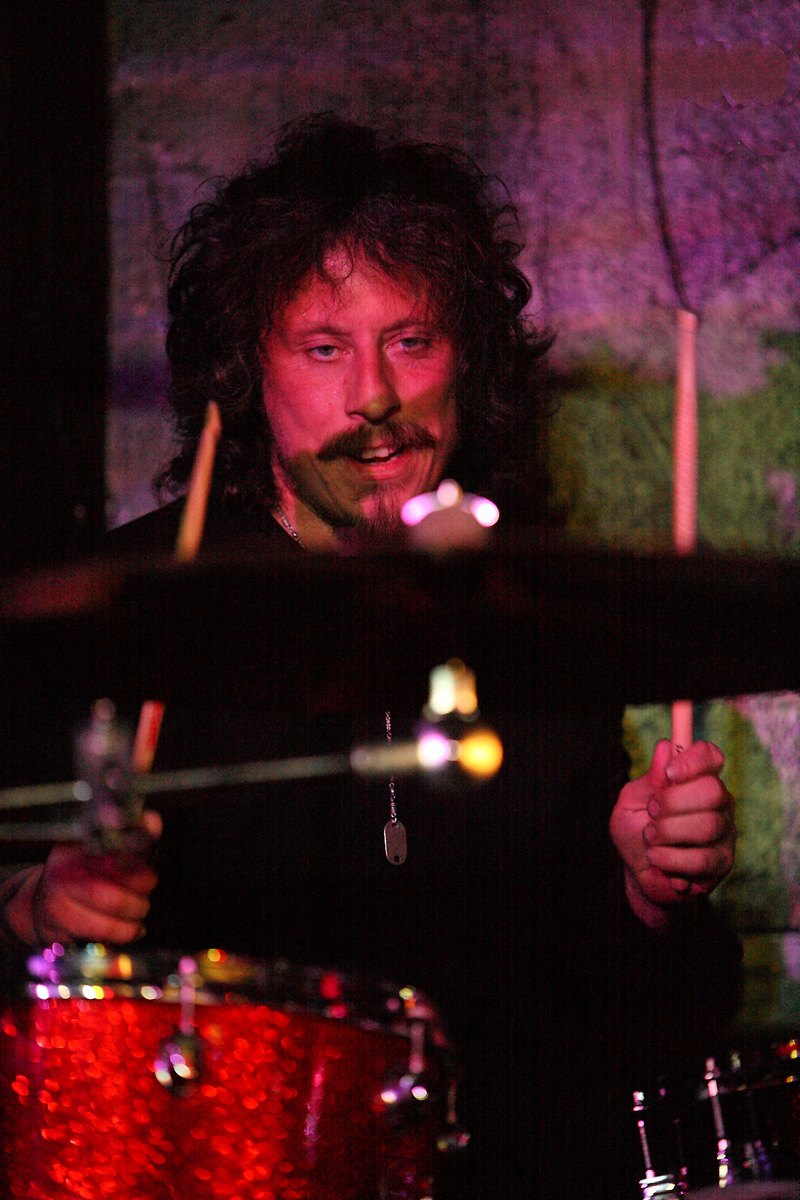
Stuart Cable (1970-2010).

- 4 janvier – Hywel Teifi Edwards, écrivain, 74 ans[15].
- 20 janvier – Jack Parry, footballeur, 86 ans[16].
- 11 février – Brian Godfrey, footballeur, 69 ans[17].
- 14 février – Dick Francis, écrivain, 89 ans[18].
- 3 mars – Michael Foot, homme politique, 96 ans[19].
- 10 mars – Micky Jones, musicien, 63 ans.
- 14 avril – Tom Ellis, homme politique, 86 ans.
- 30 avril – Gwyn Rowlands, rugby union international, 81 ans.
- 8 mai – Alan Watkins, journaliste politique, 77 ans[20].
- 28 mai – Iwan Llwyd, poète et musicien, 52 ans.
- 7 juin – Stuart Cable, musicien et animateur de télévision, 40 ans[21].
- 23 juin – Peter Walker, baron Walker of Worcester, ancien secrétaire d'État, 78 ans.
- 20 juillet - Iris Gower, auteur de nouvelles, 75 ans[22].
- 10 août - Brian Clark, ancien footballeur de Cardiff City, 67 ans.
- 16 septembre - Richard Livsey, baron Livsey of Talgarth, homme politique, 75 ans.
- 18 octobre - Mel Hopkins, footballeur, 75 ans.